# Palazzo Piacentini

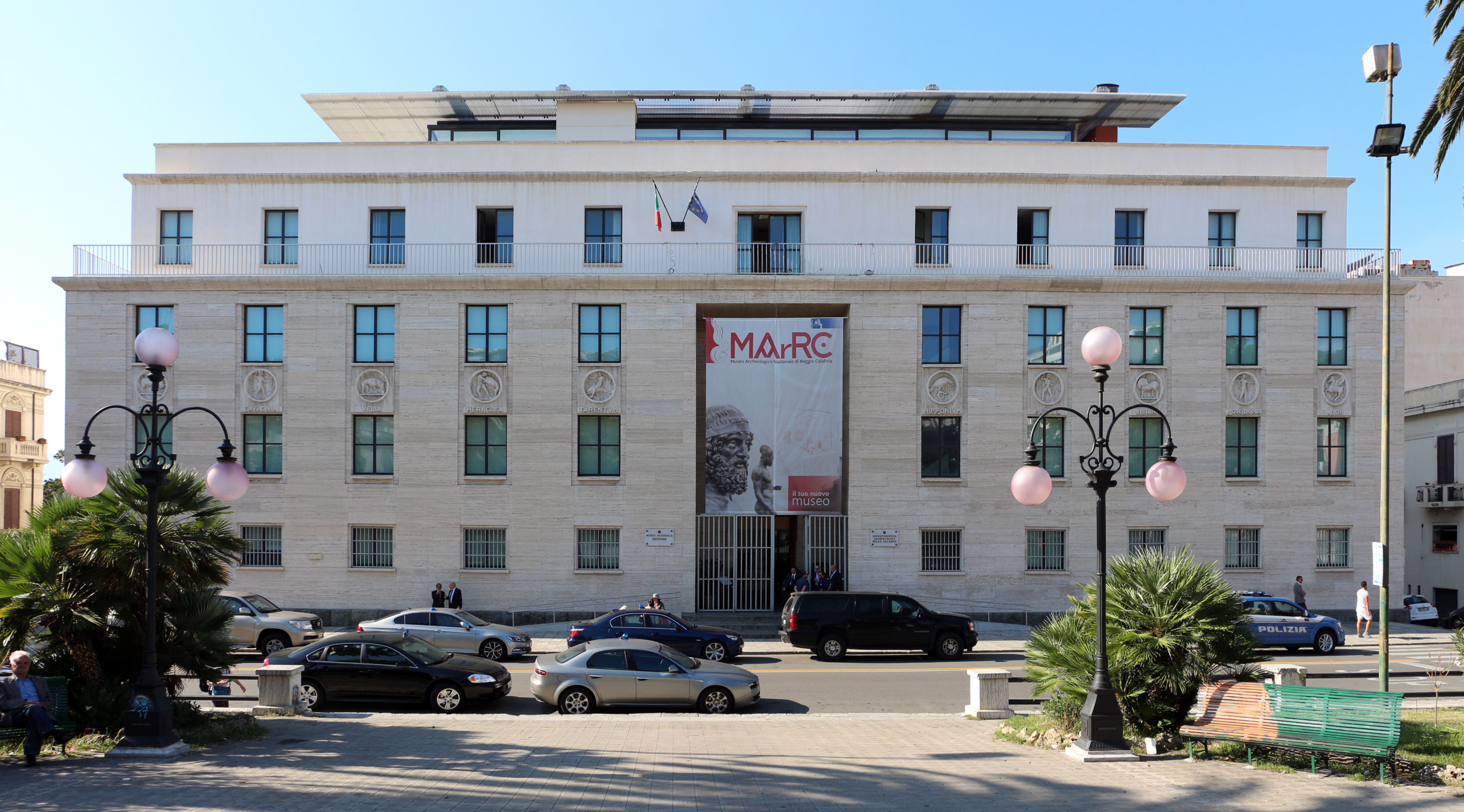
Palazzo Piacentini in Reggio Calabria

Der Palazzo Piacentini ist ein Gebäude aus den 1930er-Jahren im historischen Zentrum von Reggio Calabria in der italienischen Region Kalabrien. Dort ist das Museo Archeologico Nazionale di Reggio Calabria, ehemals Museo Nazionale della Magna Grecia, untergebracht.

## Geschichte und Beschreibung
Das Gebäude, das von Marcello Piacentini projektiert und nach ihm benannt wurde, wurde in den Jahren 1932 bis 1941 mit einem massigen Volumen errichtet, was seine Monumentalität unterstreicht.
Der Palast hat ein mit Bossenwerk verkleidetes Kellergeschoss aus dunklem Lavagestein, das den Höhenunterschied zwischen dem Corso Giuseppe Garibaldi und der Via Vittorio Veneto ausgleicht. Dort wechseln sich große, vorspringende Pilaster aus Travertin mit breiten Fenstern der Ausstellungssäle ab. Die Hauptfassade ist mit einer Reihe großer Verzierungen versehen, die die Münzen der Stadt aus der Zeit der Magna Graecia darstellen.
Der Palazzo Piacentini wird dank seiner großen Fensterflächen, die die Ausstellungsräume belichten, und seiner überwiegend offenen Räume, die eine einfache und fortlaufende Besichtigungsroute ermöglichen, als eines der bedeutendsten Gebäude für museale Zwecke angesehen.
Nach der Einweihung waren einige Säle im Erdgeschoss für den Publikumsverkehr geöffnet, aber heute beansprucht das Museum den gesamten in dem Gebäude verfügbaren Platz in allen vier Stockwerken (ein Tiefparterre und drei Vollgeschosse).
Von 2009 bis 2013 war das Museum wegen Umbau- und Erweiterungsarbeiten geschlossen und am 21. Dezember 2013 wurde der Saal mit den Bronzestatuen von Riace vorläufig wiedereröffnet. Am 30. April 2016 wurde das Museum im Beisein des Ratspräsidenten Matteo Renzi und des Kulturministers Dario Franceschini endgültig wiedereröffnet. Dreh- und Angelpunkt der Erweiterung sind der neue Innenhof, der durch ein Oberlicht abgedeckt ist, und die neue Panoramaterrasse, von der aus man die Straße von Messina überblicken kann. Die Erweiterung wurde von dem Architekten Paolo Desideri entworfen und von dem damaligen Museumsdirektor, rancesco Prosperetti, beauftragt und begleitet.

### Verteilung der Ausstellungsräume
- Tiefparterre:
  - Abteilung Unterwasserarchäologie, eingerichtet im Jahr 1981, die eine Sammlung von Amphoren und Ankern enthält, sowie die Bronzestatuen von Riace und die Bronzestatuen von Porticello.
- Erdgeschoss:
  - Abteilungen Urgeschichte und Frühgeschichte, mit Funden aus Kalabrien;
  - Erster Teil der Abteilung Kolonie Magna Grecia, der Funde der Ausgrabungen von Locri Epizephiri enthält;
- Erstes Obergeschoss:
  - Zweiter Teil der Abteilung der griechischen Kolonien, der Funde der Ausgrabungen von Rhegion, Matauros, Medma und  Kaulon enthält;
  - Abteilung Numismatik;
  - Römische und byzantinische Abteilungen;
- Zweites Obergeschoss:
  - Städtische Pinakothek (heute an einem anderen Standort);